# Estadio Municipal de Sibiu
El Stadionul Municipal es un estadio multiusos ubicado en la ciudad de Sibiu, Rumania. El estadio tiene una capacidad para 13 200 espectadores y sirve, principalmente, para la práctica del fútbol. En el estadio disputa sus partidos como local el FC Hermannstadt de la Liga I de Rumania.

## Historia
El estadio original fue inaugurado en 1927, y tras 93 años de uso fue demolido en 2020. Fue utilizado por los clubes FC Inter Sibiu (1982–2000), FC Sibiu (2003–2007) y Voinţa Sibiu (2009–2012), todos ya desaparecidos.
El estadio fue reconstruido entre 2020 y 2022, durante este periodo de reconstrucción, el FC Hermannstadt se trasladó al Stadionul Gaz Metan en la ciudad de Mediaș para sus partidos en casa. 
El estadio fue reinaugurado el 10 de diciembre de 2022, cuando el equipo local de Sibiu, FC Hermannstadt, jugó contra el primer clasificado de la Liga I, FCV Farul Constanța, entrenado por el ex-seleccionado Gheorghe Hagi.
El primer evento importante en el nuevo estadio fue la final de la Copa de Rumania 2022-23.

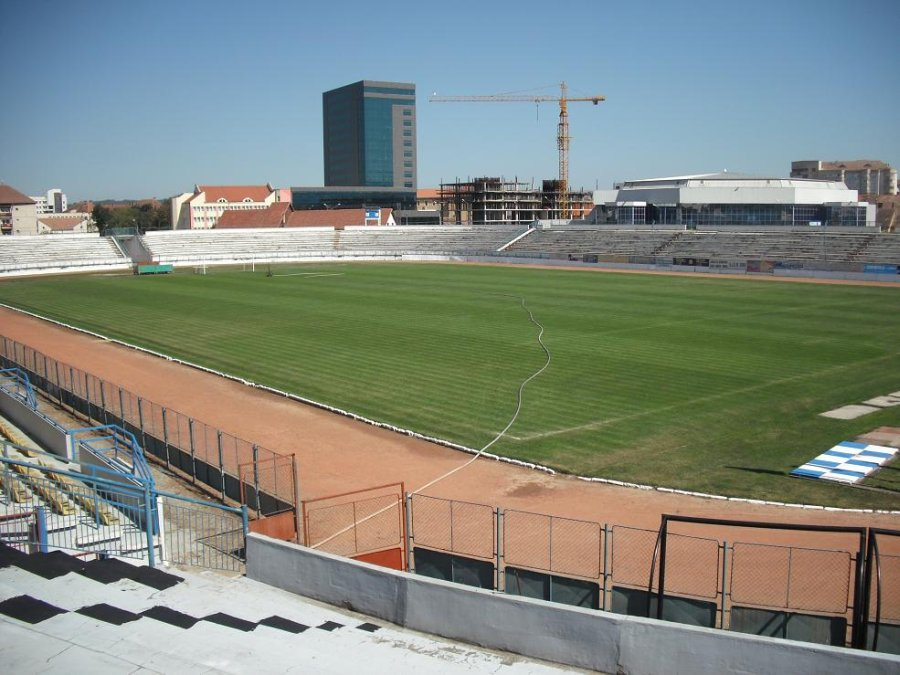
Antiguo estadio
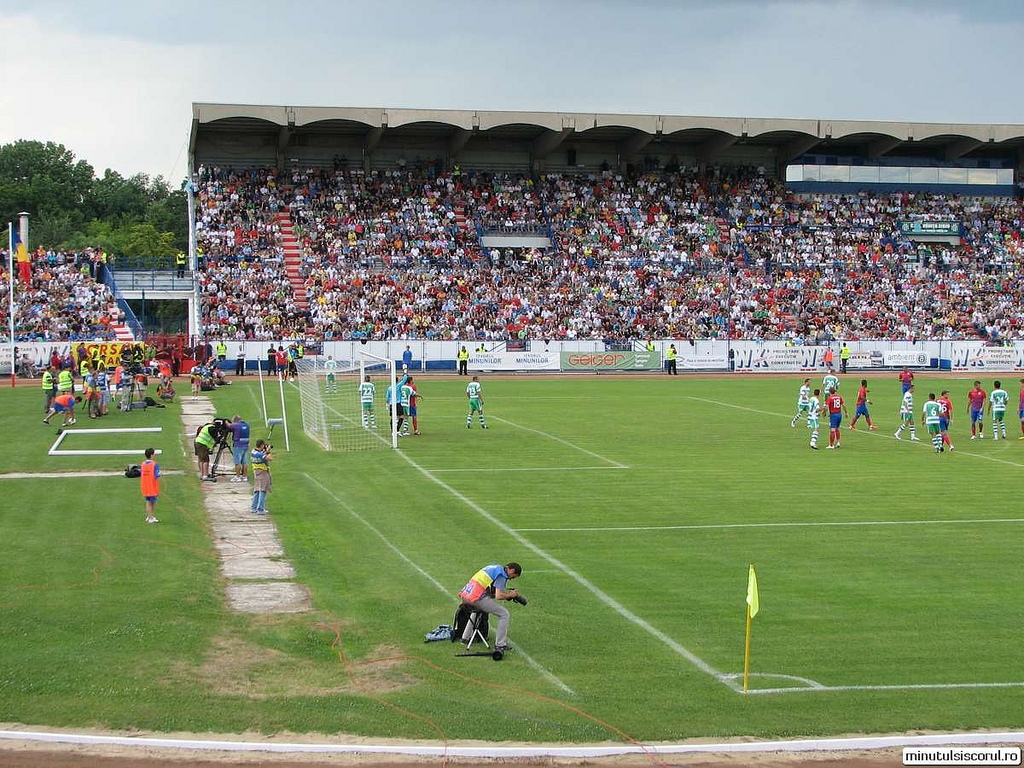